# Gewehr 88步槍
1888式委员会步枪（德語：Gewehr 88，以下簡稱為“Gew 88”）是由德國步槍委員會所研發的栓式步槍，發射採用當時最先進的無煙火藥作推進藥的M/88圓頭彈及7.92×57毫米毛瑟彈，該槍還有兩種卡賓槍型，分别有為騎兵而設計的“Karabiner 88”（簡稱：Kar 88）和為砲兵設計的“Gewehr 91”（簡稱：Gew 91）。
由於無煙火藥在19世紀末的出現，使發射黑火藥槍彈的槍械變得過時；為因應此變化，法國人於1886年研發出勒貝爾步槍，德國陸軍的步槍委員會則於1888年開發出Gew 88，隨即被德國軍方採納為制式步槍。該槍有時也被稱為“委員會步槍”或“帝國步槍”，並曾出口到多個國家作為軍隊的制式步槍使用。其中大清帝國曾大量進口Gew 88，由于其枪管外设有一个金属制管状散热套，这把枪也因此在中国获得了一个外号：“老套筒”。该枪後來由漢陽兵工廠仿製，命名為“漢陽八八式步槍”，作為清末的新軍和後來中華民國北洋政府軍的主力步槍装备使用。
由於生產品質問題以及設計缺陷，Gew 88並没有在德軍中服役很久，很快便被性能更佳和更先進的Gew 98步槍所取代。
儘管經常被稱為“毛瑟步槍”，毛瑟公司從來没有参與過Gew 88的開發，也没有生產過該槍，故相關叫法是一種誤用。

## 技術特點

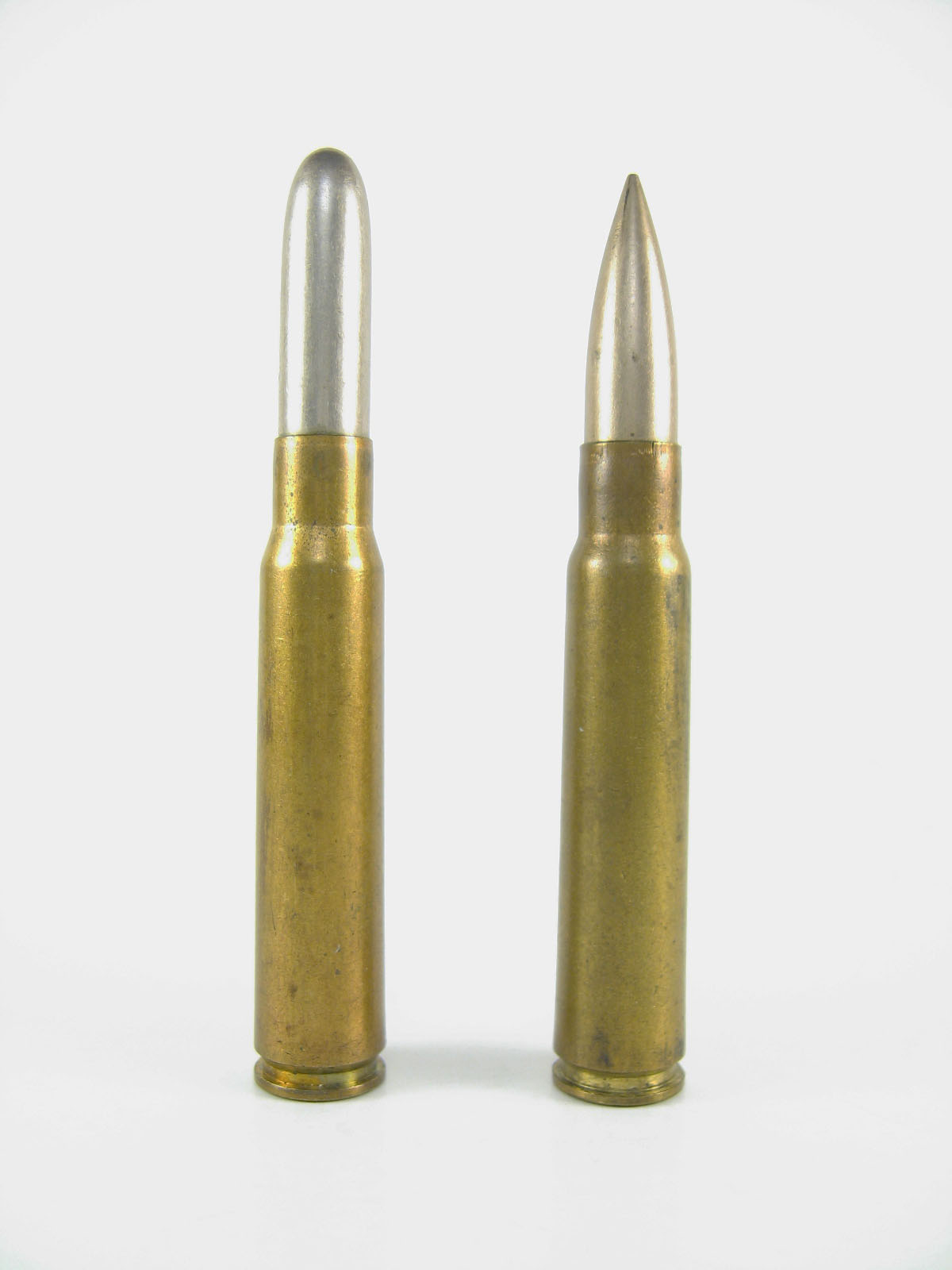
M88藥筒（左）和7.92×57mm S藥筒（右）

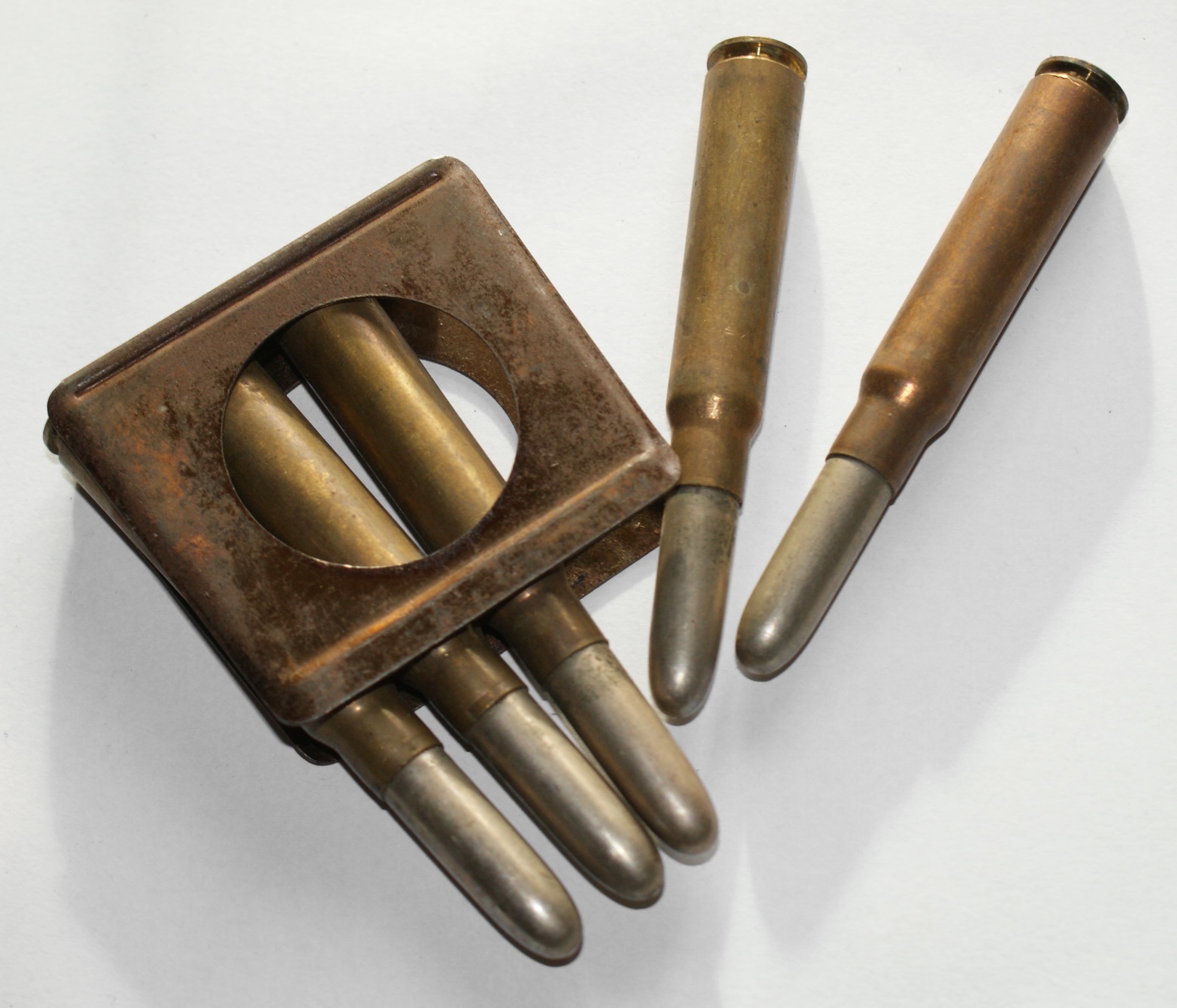
裝填M88圓頭彈藥筒的5發漏夾

Gew 88是一種旋轉後拉式機制的步槍，它有著不少源自奥匈帝國曼利夏公司的設計。當中包括其供彈系統，該槍採用常見於曼利夏步槍的盒式彈倉，並以一個5發容量的漏夾供彈，漏夾的特點是會在最後一發子彈上膛後自彈倉底部的開口中掉出，這可减少重新裝填的時間，但同時也較容易令污染物進入彈倉內部，有機會導致供彈故障。為解決專利問題的糾紛，德國當局指定曼利夏公司為Gew 88的生產商之一。該槍的槍機系統也採納曼利夏公司的設計，並加以改良，槍栓為旋轉後拉式。其槍管和膛線則完全仿製自勒貝爾M1886步槍。Gew 88還有著一根像運動步槍的拉機柄。
較特别的是，其槍管是被包裹在一條金屬管內，而「老套筒」中的「套筒」一詞指的就是包覆於槍管外層的金屬管護罩。這項引人注目的設計原意，是為了防止槍托與和護木因膨脹或彎曲等外力導致槍管變形而影響射擊準確性，這除了有保護槍管的作用之外還能夠阻止其直接與槍身接觸，令其帶有自由浮動式槍管的特徵，故有助於提升精度，同時也能避免士兵在上刺刀時被槍管灼傷，但實際上在惡劣的環境中，砂石與和泥水反而更容易滲入外層金屬管護罩與槍管之間的縫隙且不易清除，進而增加了生鏽與磨損的風險，因此後來有部分的金屬套筒直接被焊裝在槍管外層。此外，生產廠方對新式無煙火藥的了解並不充分，不知其產生的膛壓比以往的所有彈藥都高，其所用鋼材的碳含量不足以讓膛室承受新式彈藥所帶來的壓力，導致膛炸事件四起，此一風波還令身為火藥生產商的猶太家族因德國國會議員指責而蒙受污名。
在彈藥方面，Gew 88最初運用來自瑞士的設計，研發團隊開發出一種叫“Patrone 88”（或“M/88”）的單基無煙火藥圓頭彈。其藥筒口徑為8毫米，同時採用無缘式和瓶頸式設計，彈頭重14.6克。後來於1905年，M/88彈被7.92×57毫米毛瑟“S藥筒”所取代，該藥筒採用威力更强，可多產生40％槍口初速和30％槍口能量的雙基無煙火藥，並運用一顆重9.9克的尖頭彈。

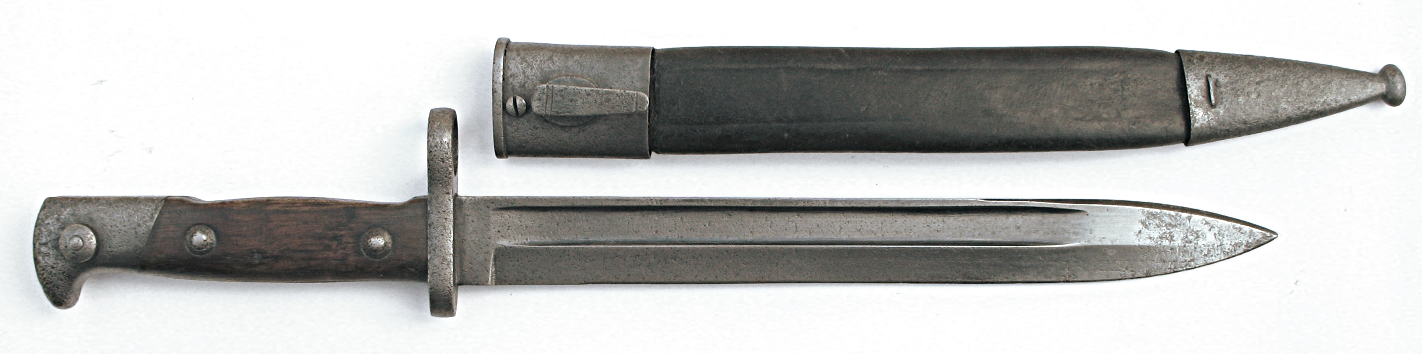
刺刀

## 服役紀錄
Gew 88在推出後在多間國營兵工廠製造，包括施潘道兵工廠、但澤、艾福特、安貝格等地的國營兵工廠，民營兵工廠商則有路德維希·洛韋公司的柏林工廠，以及奥地利轻武器制造公司。由於Gew 88的工程專利一部分是從奧地利取得，因此德國在國內生產的同時也有部分訂單交給奧匈帝國委製，至1890年，德意志帝國最少從奧匈帝國訂購了30萬支Gew 88步槍。至於國內廠商的總生產數量則沒有統計，但是到1899年停產時，巴伐利亞陸軍接收到274,333支Gew 88步槍、26,960支Gew 88卡賓槍、17,000支Gew 91步槍，軍事史學家Dieter Storz推算，為德意志帝國軍產製的Gew 88步槍系列至少有240萬支Gew 88步槍、24-25萬支Gew 88卡賓槍、15萬支Gew 91步槍。如果包含海外與民用訂單實際生產數應該會更高。不過在國際軍火市場銷售情況來說，Gew 88的外銷並不如毛瑟或是曼利夏等公司的產品要好。
早期生產型Gew 88被指因供應商趕工於生產彈藥而存在著各種毛病，該事件甚至於1892年被有反猶太傾向的德國國會議員赫爾曼·阿爾華特用來鼓動各種針對猶太人的陰謀論。這得由Gew 88的其中一間供應商說起。當時部分Gew 88步槍都是由路德維希公司所生產的，而該公司的主席是一名叫伊西·洛伊的猶太人企業家，他當時亦持有毛瑟公司的股控權。根據阿爾華特提出的指控，洛伊會故意向德軍供應數量不足的步槍，或是與其他猶太人一起合謀在步槍通過可靠性測試後便將它們換成有生產缺陷的步槍。阿爾華特還指控洛伊為一名法國間諜，並將這些步槍貶斥為“猶太步槍”（Judenflinte）。後來阿爾華特的指控被指站不著腳後，他隨即被控以“作出虛假陳詞”而被判監4個月。
Gew 88步槍在19世紀末到20世紀初為德意志帝國軍的制式步槍，並參與過多場對外擴張的戰爭和軍事行動，包括於1900年發生在中國清朝的義和團之亂（清軍也裝備同款步槍及其仿製型），並在一戰初期作為德軍的主力步槍，直至1915年後Gew 98步槍的供應量能夠滿足部隊需求為止。當德軍以Gew 98取代Gew 88後，大量退役的步槍被軍援給當時德國的盟友奥匈帝國和奥斯曼帝國，原因是這兩個國家自製步槍產能不足，軍援奥斯曼帝國的Gew 88還被後來的土耳其共和國軍繼續改良使用，服役至1930－40年代。而德軍中亦有許多二線部隊一直裝備Gew 88至戰爭結束。
Gew 88/05亦被南斯拉夫 、捷克斯洛伐克和波蘭等國所使用。
Gew 88廣泛地出現在多場革命，以及一戰前後的武裝起義和衝突當中，當中包括：俄國內戰、德國十一月革命、1918年匈牙利革命、大波蘭起義、西里西亚起义、土耳其獨立戰爭、蘇波戰爭、愛爾蘭獨立戰爭和立陶宛獨立戰爭等。在1919－20年，約5,500支Gew 88和Kar 88被提供給新成立的立陶宛陸軍（由德國當局授權英法兩國出售）。大戰之間的威瑪共和國繼續為其民兵部隊裝備Gew 88。Gew 88也在西班牙內戰被交戰雙方所使用。二戰初期，波蘭和南斯拉夫的二線部隊和游擊隊依然有裝備Gew 88。於1940年，英國的家園衛軍也使用部分來自阿爾斯特志願者的Gew 88。有部分Gew 88步槍還出現在東非戰役的衣索比亞人手上。納粹德國在二戰末期建立的人民衝鋒隊也將Gew 88作為編制武器。
中國曾是Gew 88步槍的一個大客戶，該步槍最早於1894－95年甲午戰爭期間被清政府引進，並於後來仿製成“漢陽八八式步槍”，是清末新軍和後來的中華民國北洋政府軍、國民革命軍，以及各軍閥勢力的主力步槍之一，參與過多場戰爭和歷史事件，包括：辛亥革命、北伐戰爭、抗日戰爭和兩次國共內戰。在韓戰期間亦有中國人民志願軍士兵使用。
總括而言，Gew 88是在槍械技術急速發展下誕生的產物，也是德國最早裝備的無煙火藥子彈後裝槍械。這也解釋了此型槍為何在德軍中只服役很短時間，畢竟對德國人來說，它只不過是一種過渡性武器而已。
部分Kar 88也被用作運動步槍，包括一種由海內爾生產的7×57毫米毛瑟口徑型。

## 衍生型
於1894－95年，德軍把Gew 88的口徑由7.9／8.1毫米更改為7.9／8.2毫米，以望能提升射擊精度。故在這段時間生產的Gew 88有著不同的口徑。其8.08毫米（.318寸）的子彈直徑卻維持不變。1895年後，大部份的Gew 88已完成改膛。1903年，德軍採用了一種新的藥筒，它可發射一顆直徑8.20毫米（.323寸）的輕型彈頭。此後，許多的Gew 88步槍都被改裝至發射這種1903型7.92×57毫米毛瑟彈，成為"Gewehr 88 S"步槍。這種改膛方式需要更多的工序才可完成，因為7.92×57毫米毛瑟口徑需要更換一個更大的膛室才可容納1903型槍彈的彈殼。改膛為7.92×57毫米毛瑟口徑的步槍在機匣上均刻有“S”字以便作出區別。
從1905年起，這些步槍開始被改裝至能夠使用Gew 98步槍的橋夾供彈，方法是在機匣頂部後方加上橋夾導槽並對彈倉進行改良，再封閉其底部的開口。這種改進型被命名為“Gewehr 88/05”。一戰過後，部份Gewehr 88 S型步槍被改裝為“Gewehr 88/14”，該改型類似於Gewehr 88/05，但做工較粗略。
部份Gew 88亦被出售到各個國家和武裝組織，有些則被敵國士兵在戰場上繳獲。故這種步槍可以有很多不同的刻字。例如：保加利亞的星形圖案、英語字樣、土耳其的新月圖案和波蘭的鷹圖案等。部份還被刻上屬於自己軍隊的武器序號。

## 改裝至發射現代子彈
Gew 88步槍可承受的膛壓比起其他同口徑的步槍都要低。這是因為研發團隊對無煙火藥的一知半解所致的，他們不知道這種新型火藥的威力大大高於以往的黑火藥。若要改裝至發射現代子彈，用戶必須了解其步槍的規格，因為每枝Gew 88的口徑和膛徑配置相當不統一。而該槍亦不能安全地發射所有高膛壓的機槍用彈。

## 缺陷
Gew 88步槍的漏夾供彈系統目前已被證實為一種設計缺陷，不少現存的該型步槍仍保留該設計，部分則被改裝使用Gew 98步槍的橋夾供彈。
與後來出現的步槍不同，Gew 88的槍栓是能夠從槍機上拆下來的，因此在保養期間該零件最常遺失。另外，若使用者拆解和組裝不善的話，安裝在槍栓上的拋殼器和抽殼器很容易掉出來。

## 使用國
- 奥匈帝国[15]
- 巴西[16][17]
- 保加利亞王國[18]
- 捷克斯洛伐克
- 埃塞俄比亚帝国[19]
- 德意志帝國[20]
- 魏瑪共和國
- 納粹德國
  - 人民衝鋒隊[21]
- 希臘王國[22]
- 愛爾蘭共和國[11][23]
- 奧蘭治自由邦[24]
- 利比里亚
- 立陶宛共和國
- 奥斯曼帝国[25]
- 秘魯[26]
- 波蘭第二共和國[9][27]
- 大清：包括“漢陽八八式步槍”。[28]
  - 清軍
- 中華民國：包括“漢陽八八式步槍”。
  - 北洋政府軍
  - 國民革命軍
  - 地方軍閥勢力[29]
- 中华人民共和国：包括“漢陽八八式步槍”。
  - 中國人民志願軍（韓戰期間使用）
  - 中國民兵
- 俄罗斯帝国
- 蘇維埃俄國
- 共和國[24]
- 土耳其
- 南斯拉夫王國
- 英国
  - 英国国民军

## 登場作品

### 電影
- 2011年—《福爾摩斯：詭影遊戲》：由麥哈德軍工廠的守衛所使用，也曾被夏洛克·福爾摩斯（小勞勃·道尼飾演）、約翰·華生（裘德·洛飾演）、辛姆莎·海隆夫人（娜歐蜜·瑞佩斯飾演）和賽巴斯丁·莫蘭（保羅·安德森飾演）所搶奪。

### 電子遊戲
- 2015年—《凡爾登（英语：Verdun (video game)）》
- 2021年—《Enlisted》：作為德國金券武器解鎖。

### 動畫
- 《進擊的巨人》第4及5季：由瑪萊帝國軍和艾爾迪亞帝國軍所使用。

## 外部連結
- （英文）-1888: full disassembly & assembly} （页面存档备份，存于）
- （英文）-Warlord Rifles: Hanyang Type 88, aka Type Han} （页面存档备份，存于）